# Агапия, Ирина и Хиония
Агапия, Ирина и Хиония, наричани Аквилейски, Солунски и Илирийски (на гръцки: Αγάπη, Ειρήνη, Χιονία), са православни светици, сестри, почитани като мъченици, от IV век. Празникът им се чества от Православната църква на 16 (29) април. Съдбата им е в основата на средновековната драма „Дулциций“ от X век от известната писателка Хросвита Гандерсхаймска.

## Биография
Паметта на солунските мъченици Агапия, Ирина и Хиония се среща в най-стария източен месецослов — Сирийския (411—412). Най-старият вариант на житието, който възхожда към протоколите от разпита им, се е съхранил само в Cod. Vat. Gr. 1660 (916).
Сестрите са родени в Солун, тогава в Римската империя. Агапия, Хиония и Ирина са доведени пред управителя на Македония Дулциций по обвинение, че са отказали да ядат храна, предложена им като жертва за езическите богове. Сестрите защитават християнската си вяра и отказват да принесат жертви на езическите богове. За отказите си император Диоклециан наказва Агапия и Хиония и те са изгорени живи около 304 година. На най-малката сестра Ирина се дава още един шанс да се откаже от християнството, но след като и тя отказва е прободена със стрела. Според други източници Ирина също е изгорена жива или е обезглавена.
Според някои източници сестрите са от Аквилея.